# Hanuš Trneček
Hanuš Jan Trneček (16. května 1858 Praha – 28. března 1914 tamtéž) byl český harfenista, klavírista, dirigent, skladatel a hudební pedagog.

## Život
Studoval na Pražské konzervatoři hru na housle u Antonína Bennewitze a harfu u Václava Staňka. V roce 1876 byl odveden a v průběhu vojenské služby hrál v lázeňském orchestru ve Františkových lázních. Po dvouletém působení v Ziehrerově orchestru v Berlíně se vrátil do Františkových lázní. Kromě hraní v orchestru byl i divadelním dirigentem. V letech 1882–1888 hrál na harfu v dvorním divadle ve Schwerinu a dirigoval koncerty Wagnervereinu.
Od roku 1888 byl profesorem harfy na Pražské konzervatoři. Kromě hry na harfu vyučoval i klavír a skladbu. Vychoval celou generaci vynikajících českých harfeníků. Koncertoval nejen na harfu, ale i na klavír. Pokoušel se v konstrukci klavíru prosadit terasovitou klávesnici, kterou vynalezl maďarský klavírista Paul von Jankó, což se však nezdařilo. Podílel se na založení Českého spolku pro komorní hudbu a byl jedním z hlavních autorů hudební části Národopisné výstavy v roce 1895. 20 let byl předsedou Hudebního odboru Umělecké besedy.

## Dílo (výběr)
Jako skladatel byl sice samouk, ale celá řada jeho skladeb měla u obecenstva úspěch. Zejména jeho skladby pro harfu a úpravy známých skladeb pro harfu nebo klavír byly obecenstvem vděčně přijímány. Nejznámější z nich (např. harfová úprava Vltavy Bedřicha Smetany z cyklu Má vlast) jsou dodnes součástí koncertního repertoáru. Menší úspěch měly již jeho opery. Byly uvedeny i na scéně Národního divadla, ale bez většího ohlasu. Trvalou hodnotu má jeho instruktivní literatura pro harfu a pro klavír. Kromě vlastních skladeb jsou to zejména edice klavírních sonát a sonatin starších mistrů a sbírky etud.

### Opery
- Houslaři cremonští (1886)
- Amaranta (1889)
- Smytá vina (1896)
- Andrea Crini (1898)
- Mastičkář (nedokončeno)

### Klavírní skladby
- Serenada (1892)
- Klavírní skladby op.1, op. 3, op. 8
- Česká rapsodie op. 60
- Sonáta cis-moll op. 67
- Sonáta pastoralis op. 68
- Sonáta op. 69 (jednovětá)

### Skladby pro harfu
- Duo op. 23
- Noveletta op. 30
- Variace na veselé téma op. 73
- Rhapsodie op. 74
- Furiant op. 77

### Komorní skladby
- Capriccio op. 2 pro harfu, housle a violoncello
- Notturno op. 29 pro harfu, housle a violoncello
- Klavírní kvartet a-moll op. 27
- Sonáta e-moll pro housle a klavír op. 37

### Orchestrální skladby
- Houslový koncert a-moll op. 10
- Flétnový koncert op. 19
- Symfonie Es-dur (věnovaná Antonu Rubinsteinovi)
- Symfonie F-dur
- Symfonie D-dur „Pohádka“
- Hobojový koncert op. 39
- Klavírní koncert b-moll op. 40
- Houslový koncert D-dur op. 72
- Klarinetový koncert

### Písně
- Mädchenlieder (1885)
- Pět písní (1901)
- Šest písní op. 33 (slova Josef Václav Sládek, 1899)

### Instruktivní literatura
- 16 Etuden für Klavier op. 62
- 15 etud pro klavír op. 63
- 20 etud pro nižší střední stupeň
- 25 etudes faciles op. 100
- Základové hry klavírní. 2 díly
- Nová škola zručnosti op. 70. 2 díly